# T.J. Bray
Thomas Joseph Bray, detto T.J. (New Berlin, 14 giugno 1992), è un ex cestista statunitense.

## Carriera
Dopo la Catholic Memorial High School nel Wisconsin, si trasferisce nella prestigiosa Università di Princeton dove gareggia per quattro anni. Partecipa alla NBA Summer League del 2014 e 2015 con i Toronto Raptors e New York Knicks.
Per la prima stagione da professionista viene ingaggiato dalla Pallacanestro Trapani in Serie A2, trasferendosi l'anno successivo a Casale Monferrato, sempre nella seconda lega italiana.
Nel 2016 passa nella massima lega tedesca, la Basketball-Bundesliga, per giocare con la formazione del Ludwigsburg. Un infortunio lo allontana dal parquet, sciogliendo consensualmente il contratto con la squadra tedesca, accasandosi successivamente al Brussels Basketball nella massima lega belga.
Nell'agosto 2017 viene ingaggiato dal A.O. Kolossos Rodou militante in A1 Ethniki e, dopo una buona stagione trascorsa in Grecia, il 14 luglio 2018 viene firmato dal RASTA Vechta militante in Basketball-Bundesliga.
Nel luglio del 2019 si trasferisce al Bayern di Monaco e successivamente al Saragoza ed al Panathīnaïkos.

## Palmarès
- Campionato greco: 1

Panathīnaïkos: 2020-21
- Coppa di Grecia: 1

Panathīnaïkos: 2020-21